# لک‌لک شکم‌سفید
لک‌لک شکم‌سفید (نام علمی: Ciconia abdimii) نام یک گونه از سرده لک‌لک‌های راستین است.